# V-snelheden

Snelheidsmeter met daarop aangegeven:
begin witte zone: V_{S0}
begin groene zone: V_{S}
einde witte zone: V_{FE}
einde groene zone: V_{NO}
rode markering: V_{NE}

V-snelheden zijn bepaalde snelheden in de luchtvaart die te maken hebben met de mogelijkheden van vliegtuigen, helikopters, zweefvliegtuigen, luchtschepen en dergelijke. Ze worden door de fabrikant van het toestel bepaald tijdens de ontwikkeling en gedurende testvluchten. V-snelheden verschillen per type toestel.
Ook bij een gegeven toestel zijn de V-snelheden niet altijd hetzelfde. Het startgewicht van het vliegtuig en de lengte van de startbaan hebben de grootste invloed, maar ook de samenstelling en hellingsgraad van de startbaan, de hoogte, luchtdruk, luchtvochtigheid en de temperatuur ter plaatse spelen een rol. Indien de startbaan bedekt is met water, sneeuw of ijs heeft ook dit invloed op de V-snelheden.

## Omschrijving
De fabrikant bepaalt de V-snelheden als ware luchtsnelheden (Engels: True Airspeed (TAS)), maar daarna worden ze uitgedrukt in aangewezen luchtsnelheden (Engels: Indicated Airspeed (IAS)). Door verschillende factoren kunnen deze snelheden van elkaar afwijken. Door de V-snelheden in aangewezen snelheden uit te drukken, kunnen ze op de snelheidsmeter aangegeven worden en hoeft de piloot geen correcties toe te passen. Het weergeven van de V-snelheden op de snelheidsmeter is in de meeste landen een vereiste om een certificaat van luchtwaardigheid te verkrijgen.
Niet alle V-snelheden hebben op alle luchtvaartuigen betrekking. Zo hebben V-snelheden die te maken hebben met motorvermogens uiteraard geen betekenis voor zweefvliegtuigen.
V-snelheden worden (net als luchtsnelheden) aangegeven in knopen, of bij hogere snelheden in machgetal (bijvoorbeeld: 0,85M).

## Vastgestelde snelheden
Sommige voorgeschreven snelheden zijn afhankelijk van het luchtruim waarin het vliegtuig zich bevindt. Deze voorgeschreven snelheden kunnen bovendien per land verschillen. Zo zijn er minimale en maximale vliegsnelheden vastgesteld voor het vertrek en de nadering van een luchthaven.
De opgegeven snelheden worden door nationale luchtvaartautoriteiten gecontroleerd en gereguleerd. Niet in alle landen worden alle V-snelheden gereguleerd: zo worden in de Verenigde Staten 14 V-snelheden voorgeschreven terwijl Canada er 26 voorschrijft.

## De verschillende V-snelheden

### Notatie
Een V-snelheid wordt aangeduid met een hoofdletter V gevolgd door (in subscript) één of meer letters en/of cijfers. Deze letters vormen vaak een afkorting van de Engelstalige omschrijving van de betreffende V-snelheid. Voorbeeld: VNE. Hierbij staat NE voor Never Exceed oftewel: de snelheid die onder geen enkele voorwaarde overschreden mag worden.

### Lijst
| Aanduiding (V??) | Betekenis |
| ---------------- | --- |
| 1                | Maximale snelheid waarbij een vliegtuig tijdens de start nog veilig kan stoppen op de overgebleven baanlengte. Tevens de minimale snelheid om veilig op V2 te komen, zelfs al zou een motorstoring optreden.   |
| 2                | Veilige snelheid om op te stijgen als één motor uitgevallen is. |
| 2min             | Minimumsnelheid om op te stijgen bij één uitgevallen motor. |
| 3                | Snelheid waarbij de vleugelkleppen ingetrokken worden. |
| A                | Manoeuvreersnelheid. Boven deze snelheid is het onverstandig het toestel te besturen met volle roeruitslagen daar mogelijk krachten optreden die de structurele integriteit van het toestel in gevaar brengen. |
| BE               | Best Endurance: de snelheid waarbij een vliegtuig het zuinigst vliegt en dus de grootste afstand kan overbruggen.                                                                                              |
| BG               | Best Glide: de snelheid waarbij een vliegtuig zonder motorvermogen (in glijvlucht) de grootste afstand kan overbruggen.                                                                                        |
| C                | Cruising speed oftewel kruissnelheid: de optimale snelheid in termen van snelheid, actieradius en brandstofverbruik.                                                                                           |
| D                | Diving speed: snelheid voor een duikvlucht volgens de ontwerpspecificaties. |
| DF               | Demonstrated Flight diving speed: snelheid voor een duikvlucht die proefondervindelijk is vastgesteld. |
| EF               | Expected Fail: snelheid waarbij (in berekeningen) aangenomen wordt dat de kritieke motor uitvalt. De kritieke motor is de motor die bij eventueel uitvallen de grootste problemen veroorzaakt.                 |
| F                | Flaps: snelheid waarop de vleugelkleppen (flaps) van een vliegtuig ontworpen zijn. |
| FE               | Flap Extend: de maximale snelheid waarbij de vleugelkleppen van een vliegtuig veilig uitgeschoven kunnen worden.                                                                                               |
| FTO              | Final Take-Off: de snelheid van het vliegtuig als het volledig van de grond komt. |
| H                | Horizontal flight: de maximale snelheid in een horizontale vlucht bij continu maximaal motorvermogen. |
| LE               | Landing gear Extended: bij vliegtuigen met een intrekbaar landingsgestel, de maximale snelheid waarbij het landingsgestel uitgeklapt mag zijn.                                                                 |
| LO               | Landing gear Operate: de maximale snelheid waarbij een intrekbaar landingsgestel ingetrokken of uitgeklapt mag worden.                                                                                         |
| LOF              | Lift-Off: snelheid waarmee opgestegen wordt. |
| MC               | Minimum Control: minimale snelheid voor het bestuurbaar houden van een vliegtuig wanneer de kritieke motor uitgevallen is.                                                                                     |
| NE               | Never Exceed: de snelheid die nooit overschreden mag worden, onder wat voor omstandigheid dan ook. |
| NO               | De VNE bij turbulentie. |
| R                | Rotation: de snelheid waarbij het neuswiel van de grond komt en het toestel op kan stijgen. Ook wel aangeduid als Vrotate.                                                                                     |
| Ref              | Reference speed: referentiesnelheid voor het landen. De aanvliegsnelheid tijdens rustig weer op een hoogte van 50 voet (15 meter) boven de landingsbaan.                                                       |
| S                | Stall speed: de minimale snelheid waarbij het toestel (in landingsconfiguratie, o.a. uitgeklapt landingsgestel en uitgeschoven kleppen) nog bestuurbaar is.                                                    |
| S0               | Minimale snelheid van een toestel in landingsconfiguratie. Onder deze snelheid verliezen de vleugels hun draagvermogen en valt het vliegtuig uit de lucht (overtrek).                                          |
| S1               | Minimale snelheid van een toestel in een specifieke configuratie anders dan de landingsconfiguratie. |
| SR               | Stall Reference: referentiële minimumsnelheid bij een opgegeven landings- of andere configuratie. |
| SW               | Stall Warning: de snelheid waarbij er in de cockpit een alarm afgaat. |
| TOSS             | Take-Off Speed. Deze aanduiding wordt gebruikt bij bepaalde vliegmachines met een rotor. |
| X                | Snelheid voor de steilste klimprestaties: maximale stijging per horizontale afstand. |
| Y                | Snelheid voor de snelste klimprestaties: maximale stijging per tijdseenheid. |